# Magical Girl Spec-Ops Asuka
Magical Girl Spec-Ops Asuka (яп. 魔法少女特殊戦あすか Махо: Сё:дзё Токусюсэн Асука, букв. «Девочка-волшебница специального назначения Асука») — манга Макото Фуками в жанре махо-сёдзё, проиллюстрированная Сэйго Токией и выпускаемая в журнале Monthly Big Gangan издательства Square Enix с 12 июня 2015 года. В 2018 году манга была лицензирована на территории Северной Америки компанией Seven Seas Entertainment. По сюжету произведения режиссёром студии Liden Films Хидэё Ямамото была подготовленная аниме-адаптация, премьера которой состоялась 11 января 2019 года и на японских телеканалах AT-X, MBS, TBS, BS-TBS и CBC.

## Сюжет
За три года до начала событий манги на Землю было совершено нападение инопланетян. Дабы защитить планету феи добровольно решили передать собственную силу некоторым девушкам, которые превратились в девушек-волшебниц. Пятеро из них долгое время сражались вместе и за эффективность стали известны как «легендарная магическая пятёрка», в которую входили две представительницы Японии и по одной от России, США и Китая. Страдая от посттравматического синдрома, одна из девушек — Асука Отори — решает дистанцироваться от войны и попытаться вернуться к нормальной жизни, однако именно в этот момент начинается новая волна вторжения пришельцев. Асука не желает более применять свою силу для спасения мира в целом и хочет защищать только своих близких.

## Персонажи
Асука Отории (яп. 大鳥居あすか О:тории Асука)
Сэйю: Ая Судзаки
Куруми Мугэн (яп. 夢源くるみ Мугэн Куруми)
Сэйю: Акира Сэкинэ
Мия Сайрус (яп. ミア・サイラス Миа Сайрасу)
Сэйю: Эрико Мацуи
Тамара Волкова (яп. タマラ・ヴォルコワ Тамара Ворукова)
Сэйю: Мао Итимити
Лао Пэйпэй (яп. ラウ・ペイペイ Рау Пэйпэй)
Сэйю: Ёко Хикаса

## Критика
Критик портала Anime News Network Ребекка Сильверман в своей рецензии на мангу отметила работу иллюстратора Сэйго Токии, которому, по её мнению, удалось качественно передать боевые сцены и сохранять их интенсивность. Однако отрицательную оценку получила выбранная им излишне откровенная этти-стилистика изображения персонажей, у которых отмечалось непостоянство в размерах груди и длине юбок. Наполнение отдельных блоков манги было признано обозревателем удобным для чтения, но подчёркивалось, что в ряде случаев имело место перенасыщение рисунка. Подход к сценарию произведения как тёмной разновидности махо-сёдзё был назван Сильверман «не новым, но всё ещё обладающим потенциалом», а сама история хоть и обладала жанровыми клише, но была, по её мнению, интересна за счёт нехарактерного для жанра нежелания «спасти всех» и акцента на психологическом осмыслении войны главной героиней.